# Franco Maugeri
Francesco „Franco“ Maugeri (* 14. Oktober 1898 in Gela; † 8. September 1978 in Turin) war ein italienischer Admiral.

## Leben
Maugeri amtierte während des Zweiten Weltkrieges vom 22. Mai 1941 bis zum Waffenstillstand am 8. September 1943 als Chef des italienischen Marine-Nachrichtendienstes.
Nach dem Zweiten Weltkrieg wirkte er u. a. 1946 als Kommandant des Kriegshafens in La Spezia und schließlich vom 31. Dezember 1946 bis zum 4. November 1948 als Chef des Admiralstabes der italienischen Kriegsmarine sowie Kommandierender Admiral des Küstenabschnittskommandos in Neapel.

## Auszeichnungen
- Ritterorden der hl. Mauritius und Lazarus: Offizier
- Orden der Krone von Italien: Großoffizier
- Tapferkeitsmedaille (Italien): vier in Silber, vier in Bronze
- Kriegsverdienstkreuz (Italien): zwei Verleihungen
- Militärorden von Italien: Ritter
- US-amerikanischer Verdienstorden Legion of Merit

## Werke
- From The Ashes Of Disgrace (dt. Aus der Asche der Schande), New York, 1948.